# 宇都宮牛

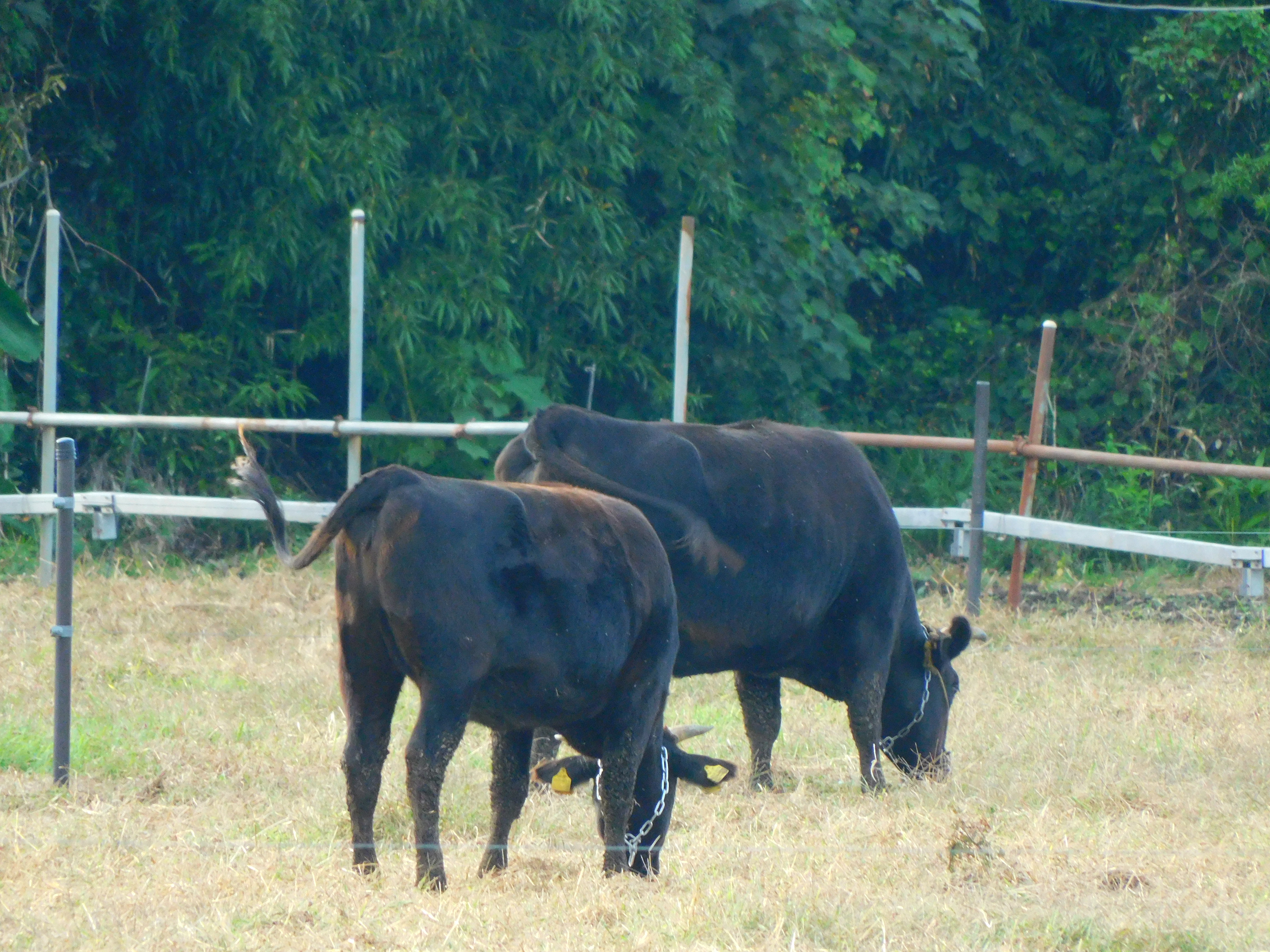
放牧中の宇都宮牛

宇都宮牛（うつのみやぎゅう）は、栃木県の宇都宮農業協同組合（JAうつのみや）の管内で生産される銘柄牛。品種は黒毛和種である。

## 歴史
1972年（昭和47年）9月に、東京都中央卸売市場食肉市場で、日本国内10番目の銘柄牛として認知された。1980年（昭和55年）には宇都宮牛が日本一の高値を記録し、1983年（昭和58年）には「宇都宮牛」で商標登録された。
2008年（平成20年）度に、宇都宮市は「宇都宮牛復興プロジェクト補助金」を創設し、宇都宮牛の上物出現率の向上と出荷頭数の増加を目標に掲げた。2011年（平成23年）の宇都宮市の黒毛和種肥育農家（≒宇都宮牛農家）は22戸、出荷数は663頭・5.12億円であった。同年は福島第一原子力発電所事故の発生した年であり、エサとなる稲わらの放射性物質調査と、牛の全頭検査が実施された。2012年（平成24年）8月から9月にかけて行われた調査によると、宇都宮牛の市内での認知度は66.8％（1,050人のうち）であり、食べたことのある人は265人（≒25.2％）であった。同年、肉質等級が5等級の中でも上位の枝肉に「宇都宮牛 極」（きわみ）の称号を付与するようになった。
JAうつのみやには2019年（平成31年）まで、「宇都宮牛協会」の別名を持つ宇都宮牛肥育部会があったが、2020年（令和2年）に肉牛専門部会と統合し、肥育牛部会になった。2019年（平成31年）2月末の宇都宮牛肥育部会の会員は11人で、2020年（令和2年）2月末の肥育牛部会の会員は24人である。

## 生産と流通

### 生産
|             |   | 歩留等級 | 歩留等級 | 歩留等級 |
| A           | B | C        |          |          |
| ----------- | - | -------- | -------- | -------- |
| 肉 質 等 級 | 5 | 宇都宮牛 | 宇都宮牛 | 宇都宮牛 |
| 肉 質 等 級 | 4 | 宇都宮牛 | 宇都宮牛 | 宇都宮牛 |
| 肉 質 等 級 | 3 | 宇都宮牛 | 宇都宮牛 | 宇都宮牛 |
| 肉 質 等 級 | 2 |          |          |          |
| 肉 質 等 級 | 1 |          |          |          |

JAうつのみや管内で肥育された黒毛和種のうち、日本食肉格付協会による枝肉の肉質等級が3 - 5等級のものを宇都宮牛という。また、オスの場合は去勢されていることも条件に含まれる。2011年（平成23年）時点では、歩留等級がAまたはBであり、32か月齢であること、という条件もあった。宇都宮牛の中でも、肉質等級5等級で、最高級のものには「極」（きわみ）の称号が付く。
宇都宮市内の生産地域は、篠井地区・富屋地区・国本地区・河内地区・城山地区・平石地区・横川地区であり、特に横川地区が主力産地である。
肉牛農家は一般に、子牛を産ませる繁殖農家と、子牛から成牛に育てる肥育農家に分かれ、宇都宮牛を飼う農家には、どちらも存在する。また、出産から成牛まで一貫生産を行う農家もある。牛舎ではおがくずやもみがらを敷き、衛生的な環境を保つようにするなど、生産農家が少数であることから、各戸が手間暇と愛情をかけ、すべての農家が統一マニュアルに従って飼育する。
繁殖農家は、母牛に人工授精するところから始まり、受精した母牛は約290日後に子牛を出産する。生まれた子牛は、繁殖農家の下でストレスがかからないように約10か月育てられた後に、家畜市場へ出荷される。肥育農家は、家畜市場などから子牛を購入し、約20か月飼養して成牛に育て、食肉市場へ出荷する。飼料には「特撰宮牛」という独自の配合飼料を用いる。中には、宇都宮市内の稲作農家から稲わらを入荷し、稲作農家へ牛糞の堆肥を提供することで、循環型農業に取り組むところもある。

### 流通・消費

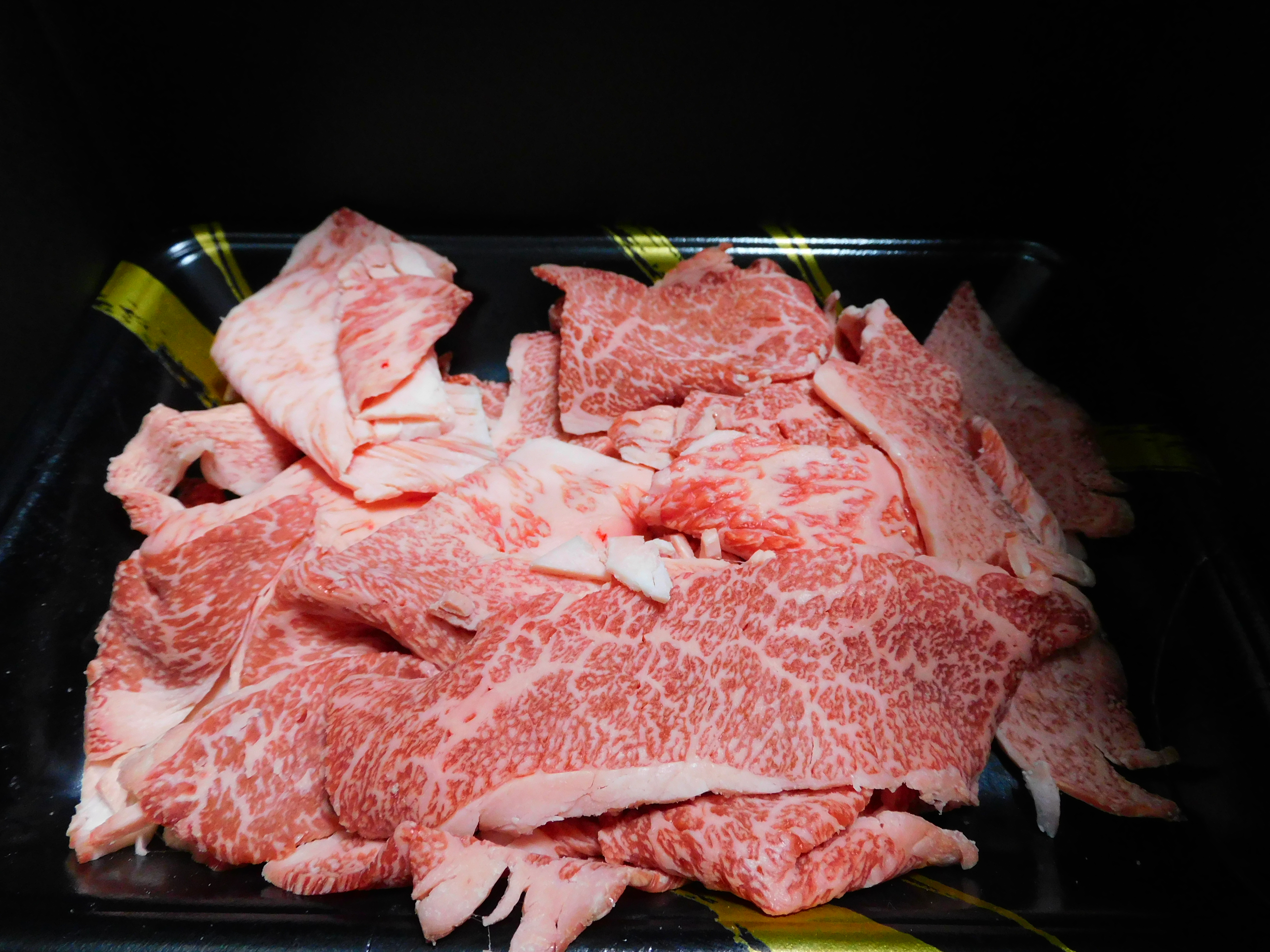
宇都宮牛の切り落とし

出荷された宇都宮牛は食肉市場で買われ、加工・流通を経て消費者に届く。2022年（令和4年）度の宇都宮牛出荷頭数は119頭（JAうつのみや管内）であり、そのほとんどは東京都中央卸売市場食肉市場へ出荷される。宇都宮牛の味は「珠玉の味」と讃えられ、どの部位も良質で、タンパク質と脂質に富み、脂身に甘みがあるのが特徴である。「肉本来のおいしさを味わえる」という評価がある。また、肉は柔らかい。成瀬宇平と横山次郎は、すき焼き・焼肉・しゃぶしゃぶ・ステーキなどによいと評している。
ほとんどが東京都へ出荷されるため、宇都宮市内での流通量は少ない。宇都宮観光コンベンション協会によると、宇都宮牛を提供する宇都宮市内の飲食店は7店、販売店は2店である。これらの店舗とは別に、宇都宮牛を使った宇都宮餃子を生産販売する店や、「宇都宮牛」の刻印があるどら焼き（宇都宮牛は不使用）を販売する店もある。なお、宇都宮市が認定する「うつのみや地産地消推進店」の認定基準は、「通年で宇都宮市産農産物を10品目以上販売していること」であるが、宇都宮牛の販売店舗については、1品（宇都宮牛）のみでも認定を受けることができる。